# الاستغلال العسكري للأطفال

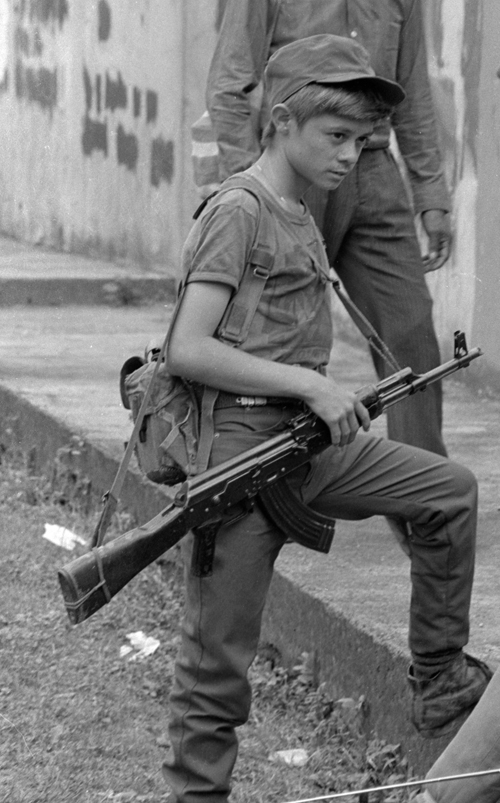
طفل تم استغلاله كجندي في الحرب الأهلية السلفادورية

الاستغلال العسكري للأطفال ويأخذ ثلاث أشكال مختلفة: المشاركة بالأعمال القتالية بشكل مباشر، المشاركة بأدوار مساندة مثل حمالين أو جواسيس أو رسل أو نقاط مراقبة، تحقيق مكاسب سياسية كإستخدامه كدروع بشرية أو للدعاية لجلب العطف من العامة.
عبر التاريخ وفي عديد من الثقافات شارك الأطفال بالأعمال القتالية حول العالم، حتى بالثقافات التي تكون فيها هذه الأفعال غير أخلاقية.

## لمحة تاريخية
التاريخ حافل بأطفال دُرّبوا واستُغلوا للقتال، أو كُلفوا في دعم القواعد كحمالين أو مبعوثين، أو استُغلوا كرقيق للجنس، أو جُندوا لمصالح تكتيكية كدروع بشرية أو لمصالح سياسية في البروباغندا. على سبيل المثال، استدعى نابليون في عام 1814 العديد من المراهقين للتجنيد الإلزامي في جيوشه. شارك آلاف الأطفال في الحرب العالمية الأولى والثانية. استمر استغلال الأطفال خلال القرن العشرين وبدايات القرن الواحد والعشرين، مع تركزه في أجزاء من إفريقيا، وأمريكا اللاتينية، والشرق الأوسط. بدأت الجهود العالمية للحد والتقليل من الاستغلال العسكري للأطفال فقط منذ بداية الألفية الجديدة.

## التأثير على الأطفال
اكترث المجتمع الدولي لأول مرة إلى مدى تأثير الأمر على الأطفال من خلال تقرير رائد كلفت الجمعية العامة للأمم المتحدة بإنجازه، عنوانه تأثير النزاع المسلح على الأطفال (1996)، أعدته خبيرة حقوق الإنسان غراسا ماشيل. ركز التقرير على استغلال الأطفال الأصغر سنًا خاصة، من خلال تقديمه لأدلة حول مقتل آلاف الأطفال وتشويههم وإصابتهم باضطرابات نفسية حول العالم في كل سنة.
بعد تقرير ماشيل، بينت العديد من الأبحاث تعرض الأطفال الذين يعيشون في نزاع مسلح لخطرٍ عالٍ ملحوظٍ للإصابة باضطرابات نفسية مضعضعة، ومشكلات في القراءة والكتابة، ومشكلات سلوكية. على سبيل المثال، وجدت أبحاث في فلسطين وأوغندا إظهار أكثر من منتصف الأطفال المجندين سابقًا لأعراض اضطراب الكرب التالي للصدمة النفسية وكان نحو تسعة من عشرة أطفال في أوغندا مشخصين بالاكتئاب. وجدت أبحاث في فلسطين أيضًا أن الأطفال المتعرضين لمستويات عالية من العنف في النزاع المسلح أكثر عرضة للسلوكيات المعادية للمجتمع والعدوان. تتضمن هذه الأعراض مجتمعة خطرًا عاليًا للفقر والبطالة الدائمة عند البلوغ.
يحدث أذى إضافي عند احتجاز الأطفال المجندين من قبل قوات وجماعات مسلحة، تبعًا لهيومن رايتس ووتش. يُحتجر الأطفال عادة بدون طعام أو رعاية طبية كافيين، أو ضمن ظروف لاإنسانية، ويعاني البعض من تعذيب جسدي وجنسي. يُقبض على البعض مع عائلاتهم، أو قد يُحتجزون بسبب نشاط أحد أفراد أسرتهم. يُمنع عادةً المحاميون والأقارب من أي جلسة استماع في المحكمة.
وجدت أبحاث أخرى وجود تأثير ضار لتجنيد الأطفال، بما فيهم الأطفال الأكبر سنًا، حتى دون استغلالهم في نزاعات مسلحة حتى بلوغهم سن الرشد. صنفت الأكاديميات العسكرية في الولايات المتحدة التدريب العسكري «في كل الأعمار» على أنه «غسيل دماغ مكثف» في حالات الضغط المستمر، ويكون الهدف الأساسي منه تكوين طاعة غير مشروطة وتلقائية عند المجندين. وجدت الأدبيات الأكادمية أن المراهقين أكثر تأثرًا بالبيئة مرتفعة الضغط مقارنة بالبالغين، كما في التديب العسكري الأولي، خاصة عند أولئك القادمين من خلفية مليئة بالمحن في طفولتهم. يترافق التجنيد، حتى قبل إرسال المجندين إلى الحرب، بخطر أعلى للإقدام على محاولات انتحار، وللإصابة باضطرابات عقلية في الولايات المتحدة والمملكة المتحدة، ولسوء استعمال الكحول، ولسلوكيات عنفية، نسبة إلى خلفية المجندين من قبل تجنيدهم. تتميز البيئات العسكرية أيضًا بارتفاع في معدلات التنمر والتحرش الجنسي.
ظهر أيضًا استغلال ممارسات التجنيد العسكرية لسهولة تأثر الأطفال في مرحلة المراهقة المتوسطة. أظهرت أدلة من ألمانيا والمملكة المتحدة والولايات المتحدة بالتحديد استهداف الجهات المسؤولة عن التجنيد لأطفال ذوي خلفيات فقيرة، من خلال استخدامهم أساليب تسويق تغفل أخطار وقيود الحياة العسكرية. ناقش بعض الأكاديميين استغلال أساليب التسويق هذه للحساسية النفسية في فترة المراهقة المتوسطة، ما يدفعهم لاتخاذ قرارات عاطفية انفعالية.